# Дубровка (Львовский район)
Дубровка (укр. Дубрівка) — село в Рава-Русской городской общине Львовского района Львовской области Украины.
Население по переписи 2001 года составляло 282 человека. Занимает площадь 6,48 км². Почтовый индекс — 80326. Телефонный код — 3252.